# Кавун колоцинт
Кавун колоцинт (Citrullus colocynthis) — багаторічна однодомна трав'яниста шорстковолосиста рослина родини гарбузових. Стебло коротковолосисте, лазяче (за допомогою дво-трироздільних вусиків), дуже розгалужене, округло-гранчасте, 2—3 м завдовжки. Листки чергові, черешкові, трикутно-яйцеподібні, надрізані на виїмчасто-перисті лопаті. Квітки одностатеві, на коротеньких ніжках, одиничні; віночок 5-роздільний, блідо-жовтий. Плід — ягодоподібний, кулястий, жовтий, з сухим губчастим гірким м'якушем. Цвіте у червні — липні. Плоди достигають у серпні — вересні.

## Поширення
Дико росте в сухих піщаних степах і напівпустелях північно-східної Африки. У невеликій кількості вирощується на півдні України.

## Сировина
Для виготовлення ліків використовують м'якуш зрілих плодів (Colocynthi pulpa). Зібрані плоди старанно очищають ножем від щільної жовтої шкірки, ріжуть на шматочки і сушать. Рослина неофіцинальна.

## Хімічний склад
М'якуш (пульпа) плодів містить глікозиди (до 2 %), смоли, пектинові та білкові речовини.

## Фармакологічні властивості і використання
Кавун колоцинт входив до 8-го видання Державної фармакопеї СРСР. Плоди рослини у вигляді порошку або екстракту використовували як сильний проносний засіб. Препарат акофіт, який раніше застосовували при радикуліті та ішалгії, мав у своєму складі настойку плодів колоцинту. Крім цього, колоцинт входить до складу препаратів, якими лікують водянку (набряки). Пізніше, у зв'язку з високою токсичністю і нестачею сировини, колоцинт вилучили з Державної фармакопеї СРСР. Останнім часом рослина знову привернула увагу дослідників своєю протипухлинною активністю. Настойку сухих плодів колоцинту використовують у псевдонауці гомеопатії.